# New Bremen (Ohio)
New Bremen es una villa ubicada en el condado de Auglaize en el estado estadounidense de Ohio. En el Censo de 2010 tenía una población de 2978 habitantes y una densidad poblacional de 536,04 personas por km².
Se encuentra en el punto de intersección entre la carretera estatal 66 (Ohio State Highway 66) y la carretera estatal 274 (Ohio State Highway 274).
Fue fundada por inmigrantes alemanes en 1833 y recibió su nombre por alusión a la ciudad alemana de Bremen. Uno de sus principales atractivos es el Museo Americano de la Bicicleta. Cruza la población el Canal Miami-Erie, vía fluvial que conecta el río Ohio, Cincinnati, Ohio, con el lago Erie en Toledo, Ohio.

## Geografía
New Bremen se encuentra ubicada en las coordenadas 40°26′5″N 84°22′40″O / 40.43472, -84.37778. Según la Oficina del Censo de los Estados Unidos, tiene una superficie total de 5.56 km², de la cual 5.56 km² corresponden a tierra firme y (0%) 0 km² es agua.

## Demografía
Según el censo de 2010, había 2978 personas residiendo en New Bremen. La densidad de población era de 536,04 hab./km². De los 2978 habitantes, el 97.78% eran blancos, el 0.1% afroamericanos, el 0.13% amerindios, el 0.5% asiáticos, el 0% isleños del Pacífico, el 0.44% de otras razas y el 1.04% pertenecían a dos o más razas. Del total de la población el 1.18% eran hispanos o latinos de cualquier raza.